# Sultentjärnen, Ångermanland
Sultentjärnen är en sjö i Sollefteå kommun i Ångermanland och ingår i Ångermanälvens huvudavrinningsområde.